# ولادیمیر مارتینوویچ
ولادیمیر مارتینوویچ (صربی: Vladimir Martinović؛ زادهٔ ۶ آوریل ۱۹۷۳) بازیکن فوتبال اهل صربستان بود.
از باشگاه‌هایی که در آن بازی کرده‌است می‌توان به باشگاه فوتبال وویوودینا و باشگاه فوتبال پارتیزان اشاره کرد.
وی همچنین در تیم ملی فوتبال صربستان و مونته‌نگرو بازی کرده‌است.